# المظفر یکم عمر
مظفر عمر (به انگلیسی: Al-Muzaffar I Umar)، یکی از فرماندهان سپاه صلاح‌الدین ایوبی و امیر شهر حمات از سال ۱۱۷۹ تا ۱۱۹۱ بود. وی برادرزاده صلاح‌الدین و پسر نورالدین شاهنشاه بود.